# Sciò la Pica

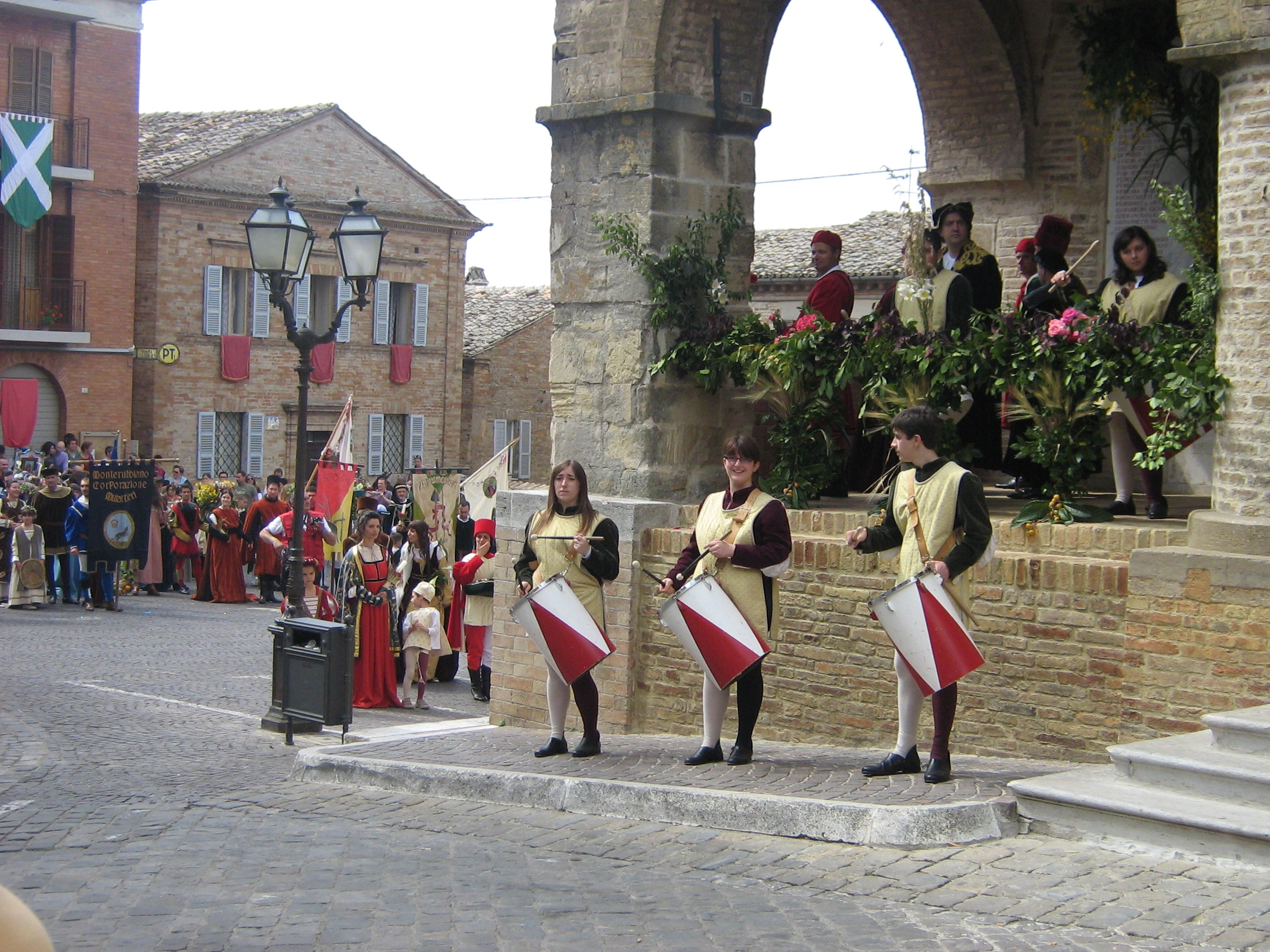
Un'immagine della festa

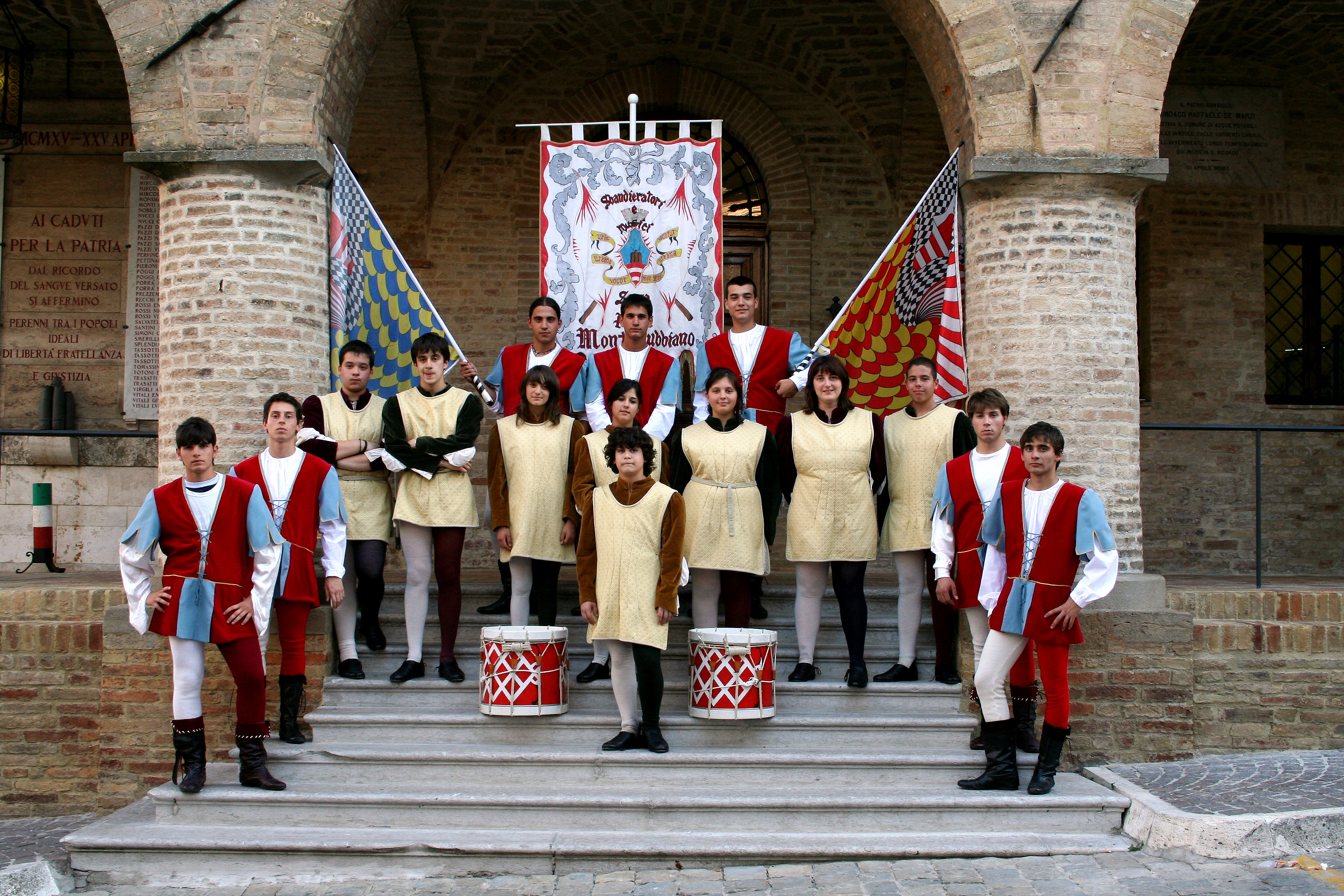
Il gruppo sbandieratori e musici di Monterubbiano

La festa di Sciò la Pica di Monterubbiano (FM) unisce due tradizioni, quella picena e quella cristiano-cattolica.

## La tradizione picena
La rievocazione storica della Sciò la Pica a Monterubbiano, ripercorre l'antica tradizione picena della VER SACRUM (primavera sacra), che risale circa al V secolo a.C. Secondo fonti storiche importanti, la popolazione sabina, in seguito ad un anno di carestia, avrebbe dovuto offrire agli dei tutto ciò che fosse nato nella primavera successiva, compresi i nuovi nati. Ciò comportava, una volta giunta la maggiore età, l'esilio della popolazione più giovane, nata nell'anno della primavera sacra.
La storia narra che i Sabini arrivarono nel territorio, rappresentato ora dalla provincia di Ascoli Piceno, nel V secolo a.C. seguendo il volo di un picchio (pica), uccello sacro ad un dio italico corrispondente al Marte romano, che si era posato sullo stendardo nel momento della partenza.
Il nome sciò la pica (scacciare il picchio), deriva dal fatto che la popolazione usava disturbare l'uccello così che esso non si fermasse e continuasse a fare loro strada. 
L'arrivo a Monterubbiano avvenne quando il picchio trovò nel territorio monterubbianese, delle bacche rosse (i frutti di una pianta chiamata "robbia") di cui era golosissimo e qui la popolazione decise di stabilirsi.

## La tradizione cristiano-cattolica
Alla tradizione picena, si unisce quella cristiano-cattolica della Pentecoste, nel comune fu infatti ritrovata una bolla che risale al 1180 d.C. in cui si parla di una tradizione presente a Monterubbiano da tempo immemorabile. Luigi Centanni scrive di un voto fatto alla Madonna (processione con i ceri fino alla chiesa della Madonna del soccorso) in seguito alla liberazione del paese dalla carestia o da un tiranno.
La giostra dell'anello è stata un'introduzione fatta in epoca medioevale.

## Caratteristiche della festa
- otto giorni prima della festa iniziava una settimana di franchigia (bandiera rossa sulle torri più alte del paese)
- il potere passava in mano ai capitani d'armata delle quattro corporazioni di arti e mestieri: artisti, bifolchi, zappaterra, mulattieri
- il sabato sera vi era la premiazione della corporazione vincitrice l'anno precedente e l'estrazione dell'ordine di gara nella giostra dell'anello
- al mattino della domenica vi era una processione con i ceri verso la chiesa di Santa Maria del soccorso.
- la sfida nella giostra dell'anello avveniva tra le quattro corporazioni nel pomeriggio della domenica.

Ancora oggi, a Monterubbiano, ogni anno si ripercorrono queste tappe originali.